# 박영희 (1896년)
박영희(朴寧熙, 1896년 ~ 1930년)는 한국의 독립운동가이다. 호는 검추(劍秋). 아명은 박두희, 박영섭이다. 일명은 박초변이다.

## 생애
1896년 충청남도 부여에서 출생하였다.

### 항일투쟁
1915년 이시영과 함께 만주로 망명하여 신흥무관학교를 졸업한 뒤 교관, 학도감으로 근무하였다. 1919년 대한정의단이 무장독립투쟁 수행을 위해 대한군정부의 간부와 북로군정서 사관연성소에서 학도단장을 지냈으며, 1920년 청산리 전투에 참전하였다.
1924년 1월에 대한독립군단, 5월에 북로군정서의 행정부장으로 지냈고 1925년 3월 베이젠다오의 닝안에서 신민부가 조직될 때 김좌진, 남성극, 유현 등과 같이 대한독립군단 대표로 참가하였고, 신민부 보안사령관으로 임명되어 군사활동에 주력하며 신민부가 목릉현, 소추풍에 설립한 성동사관학교에서 백종렬과 함께 교관으로서 독립군을 양성에 힘썼다.

### 최후
1930년 소련으로부터 항일운동 협조를 받기 위해 신민부에서 블라디보스토크로 파견되었다가 1927년 게빼우에 체포되어 1930년 고루지게에서 공산당에게 피살되었다.

## 사후
- 1977년 건국훈장 독립장이 추서되었다.

## 관련 문화재
- 은산 박영희 가옥 - 부여군의 향토문화유산 제149호

## 같이 보기
- 이시영
- 김좌진
- 북로군정서
- 청산리 전투
- 신민부
- 자유시 참변
- 대한독립군단
- 신흥무관학교